# Dimitris Rallis

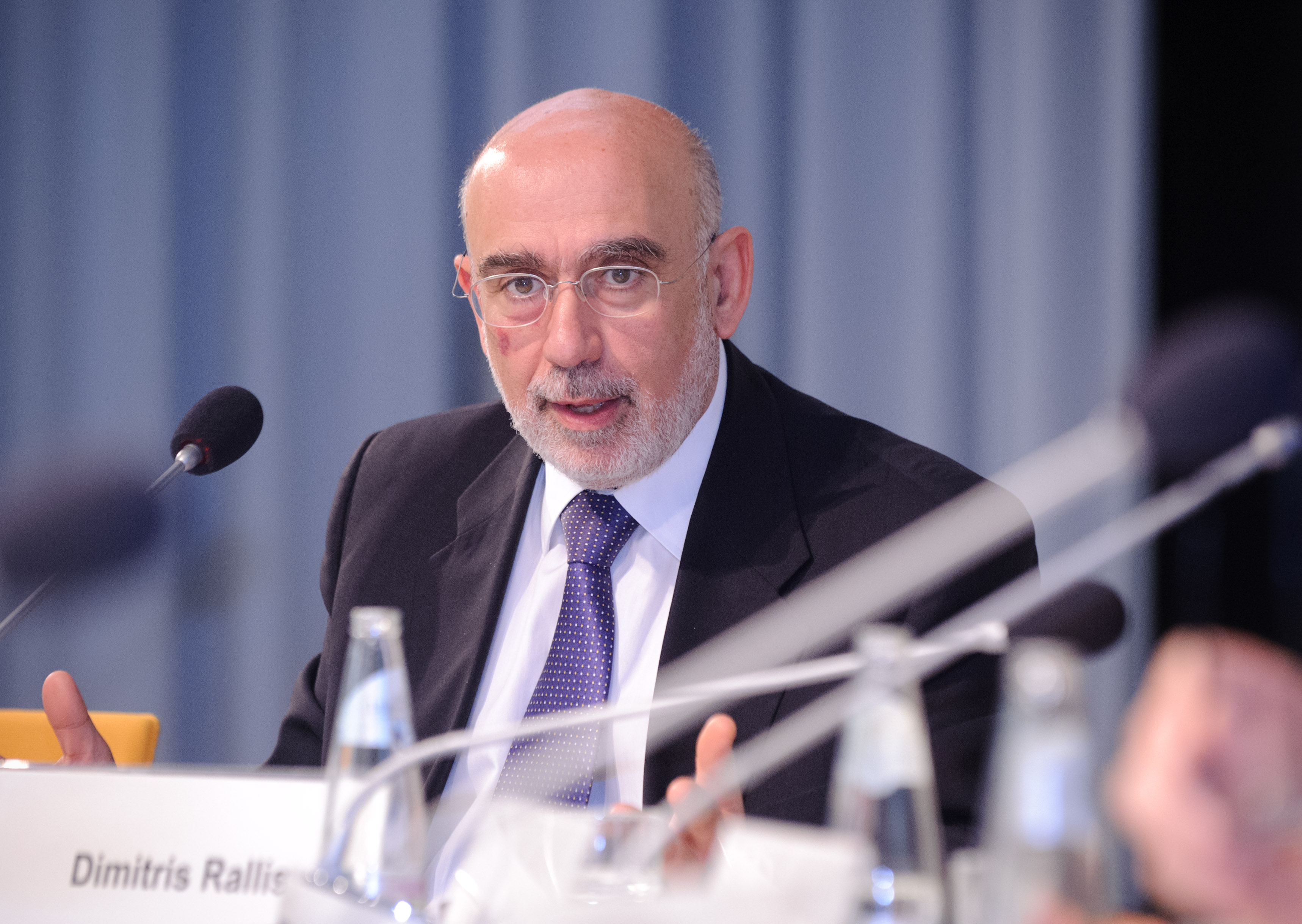
Dimitris Rallis während der Konferenz Hellas in der Krise, 2012

Dimitris Rallis (griechisch Δημήτρης Ράλλης; * 1952 in Athen) ist ein griechischer Diplomat.

## Werdegang
Rallis studierte Rechtswissenschaften an der Universität Athen und trat 1976 als Botschaftsattaché in das Außenministerium ein. Er wurde 1995 zum außerordentlichen und bevollmächtigen Botschafter ernannt. In den Jahren 1998 und 1999 war er Gesandter der Botschaft von Griechenland in Moskau, dann von 1999 bis 2004 stellvertretender Leiter der Ständigen Vertretung Griechenlands bei der Europäischen Union in Brüssel.
Von 2005 bis 2009 war er Botschafter in der Republik Zypern. 2009 kehrte er als Generaldirektor für EU-Angelegenheiten in das Außenministerium zurück. Von Juni 2010 bis März 2013 war er Botschafter in der Bundesrepublik Deutschland.

## Ehrungen
- 2004: Großkommandeur des Phönix-Ordens (Griechenland)
- 2005: Großkreuz des Verdienstordens (Zypern)
- 2009: Großkreuz des Phönix-Ordens (Griechenland)
- 2013: Großes Verdienstkreuz der Bundesrepublik Deutschland